# منطقه تاریخی اولد نورت‌ساید
منطقه تاریخی اولد نورت‌ساید (انگلیسی: Old Northside Historic District) یک محله مسکونی نزدیک مرکز شهر در ایندیاناپلیس است. این شهر از شمال با خیابان ۱۶، از غرب با خیابان پنسیلوانیا، از جنوب با بزرگراه میان ایالتی ۶۵ و از شرق با خیابان بلفونتین دارای مرز مشترک است. راه‌آهن مونون در طول ضلع شرقی امتداد دارد. پارک قدیمی فوتبال فرانک و جودی اوبانون نیز در شرق منطقه قرار دارد.کار ثبت ملی مکان‌های تاریخی منطقه نورت‌ساید در سال ۱۹۷۸ انجام گرفت و محل اقامت بسیاری در دوره ویکتوریا بوده‌است.

## تاریخچه
اولد نورت‌ساید یک منطقه مسکونی مهم در اواخر قرن ۱۹بود، زمانی که بسیاری از ساکنان ثروتمند ایندیاناپلیس خانه‌هایی در این منطقه ساختند. محل زندگی بنجامین هریسون، (بیست و سومین رئیس‌جمهور آمریکا، اوید باتلر (بنیانگذار دانشگاه باتلر) و دیگر شخصیت‌های برجسته، از جمله صاحبان فروشگاه بزرگ ال. اس آیرز (L.S. AYre) در این منطقه بود. مردیت نیکلسون نویسنده از ایالت ایندیانا نیز سال‌ها در این منطقه سکونت داشت و در همین دوران بود که مشهورترین اثر خود «خانه به نام هزار شمع» را به رشته تحریر درآورد.
همچنین مرکز دانشگاه باتلر که بعداً دانشگاه مسیحی شمال غربی نامگذاری شد، و بعدها به شهر ایروینگتون منتقل گردید نیز در همین منطقه وجود داشت.
منطقه اولد نورت‌ساید در اواخر سال ۱۹۸۷ پس از استفاده از طرحی جهت حفاظت از معماری منطقه، نام تاریخی را دریافت کرد و پس از آن بود که کمیسیون حفظ تاریخی ایندیاناپلیس نظارت و کنترل برای حفاظت از سرمایه‌های تاریخی این منطقه را به عهده گرفت.

## اقامتگاه‌ها و موزه‌ها
خانه رئیس‌جمهور بنیامین هریسون و خانه موریس-باتلر، هر دو در فهرست ملی اماکن تاریخی، در اولد نورت‌ساید ثبت شده‌اند، محلی که در مواقع خاص برای بازدید عموم آزاد است. در سال ۲۰۱۰–۲۰۱۱، کلیسای مرکزی اوینویو متودیست که بعدها به سنتروم قدیم معروف شد با هزینه چندین میلیون دلار به عنوان محل اجرای نمایش و یکی از نقاط دیدنی ایندیانا تحت تعمیرات اساسی قرار گرفت. محلی که درحال حاضر به عنوان مرکز جاذبه‌های دیدنی ایندیانا شناخته می‌شود، خانه سابق توماس تگرت است که اکنون کانون انجمن ملی و برادری «دلتا سیگما فی» نیز به حساب می‌آید.

## پارک‌ها
در منطقه اولد نورت‌ساید سه پارک وجود دارد که همه با کمک مالی بنیاد اولد نورت‌ساید ساخته شده‌اند. پارک بزرگ اوآک کامونز، پارکی است دارای فضاهای باز که به عنوان یک پارک تزیین شده برای گردش و پیاده‌روی با فواره‌های مرکزی، نورپردازی گازی، باغ چوبی پر از گل‌های معطر چند ساله که در دوره ویکتوریا طراحی شده‌است. پارک شاون گروو، یک پارک کودکان با وسایل بازی است. پارک فوتبال فرانک و جودی اوبانون واقع در حاشیه شرقی منطقه (در کنار مسیر مونون در جنوب خیابان شانزدهم ایندیاناپلیس) واقع شده‌است. در حال حاضر توسط مؤسسه «پارک‌های ایندی» نگهداری می‌شود.

## سازمان‌های محلی
انجمن همسایگی اولد نورت‌ساید در سال ۱۹۷۹ ایجاد شد و در حفاظت از معماری تاریخی منطقه و ارائه فعالیت‌های فرهنگی و اجتماعی آن فعال بوده‌است.
بنیاد همسایگی اولد نورت‌ساید در سال ۱۹۹۰ برای تأمین بودجه پروژه‌های منطقه، از جمله تأمین بودجه برای پارک‌ها و تغییر چراغ خیابان‌ها با طرح‌های مناسب تاریخی تأسیس گردید.